# Sárkány-Kiss Endre
Sárkány-Kiss Endre (Kispulyon, 1942. szeptember 7. –) erdélyi magyar biológus, biológiai szakíró, muzeológus, egyetemi oktató.

## Életútja
A kolozsvári Egészségügyi Főiskolán (1961), majd a Babeș–Bolyai Tudományegyetem biológia–földrajz szakán (1966) szerzett felsőfokú diplomát. 1989-től a biológiai tudományok doktora. 1966–75 között Magyarón és Szászrégenben tanított, 1975–91 között a Marosvásárhelyi Megyei Múzeum muzeológusa, majd a természettudományi részleg vezetője. 1991-től a BBTE adjunktusa, előadótanára.

## Szakírói munkássága
Szaktanulmányai jelentek meg a Körösök, a Felső-Maros és a Felső-Tisza mente, a Duna-delta vizeinek élővilágával kapcsolatos problémákról a következő szakfolyóiratokban és tanulmánykötetekben:
- 2nd International Malacological Congress (1992),
- Analele Ştiinţifice ale Institutului Delta Dunării (Tulcea, 1995),
- Marisia (Marosvásárhely, 1995),
- Tiscia (1995),
- Unitas Malacologica (1995),
- The Someş/Szamos River Valley (1999),
- The Upper Tisa Valley (1999),
- Buletinul Informativ al Societăţii Ornitologice Române (Kolozsvár, 2000),
- Cooperation in Long Term Ecological Research in Central and Eastern Europe (Budapest, 2000),
- International Symposium of Malacology (Nagyszeben, 2003),
- Erdély folyóinak természeti állapota (Kolozsvár, 2003. Sapientia Könyvek).

Számos természetvédelmi, ökológiai kiadvány társszerzője:
- Studia Scientiarum Naturae (szerk. Marosvásárhely, 1983);
- The Maros/Mureş Valley (Szolnok–Szeged–Marosvásárhely, 1995);
- The Criş/Körös Rivers Valleys (Szolnok–Szeged–Marosvásárhely, 1997);
- Starea ecologică a râului Mureş / A Maros folyó ökológiai állapota (Szolnok–Szeged–Marosvásárhely, 1997);
- A Körös-medence folyóvölgyeinek természeti állapota (Szolnok–Szeged–Marosvásárhely, 1999);
- The Tisza River Valley (Szolnok–Szeged–Marosvásárhely, 1999);
- Ecological aspects of the Tisza River basin (2002);
- Contribuţii la cunoaşterea ecologiei rîurilor şi zonelor umede din bazinul Tisei (2002).